# Siegerland-Cup (Triathlon)

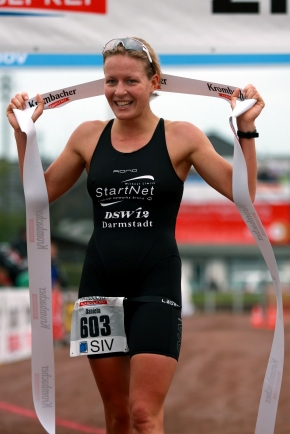
Daniela Sämmler – Erste beim Siegerland-Cup 2010 und 2012

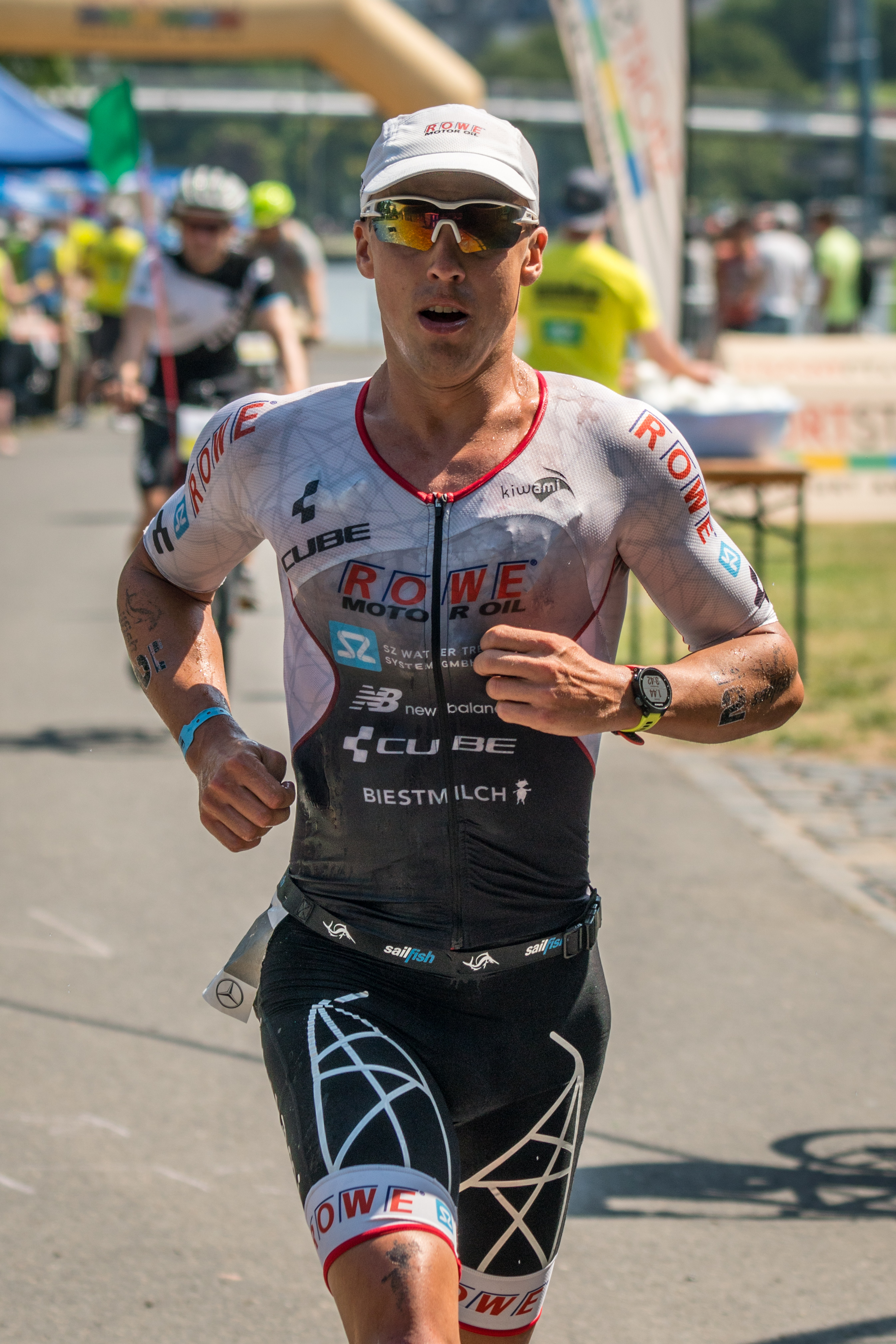
Andreas Böcherer – der Sieger 2016 und 2018

Der Siegerland-Cup (auch Buschhütten-Triathlon) war eine von 1987 bis 2023 jährlich in Buschhütten stattfindende Triathlon-Sportveranstaltung. Er war im Mai die Saisoneröffnung des deutschen Triathlonsports und wurde vom Turnverein Germania Buschhütten (TVG Buschhütten) veranstaltet.

## Organisation
Die Veranstaltung startete im Jahre 1987 zunächst als einfache „Dorfsportveranstaltung“, entwickelte sich dann aber Mitte der 1990er Jahre durch die Teilnahme von deutschen Triathlonstars wie Thomas Hellriegel und Andreas Niedrig zu einer der wichtigsten deutschen Triathlonveranstaltungen. Fast parallel zu der Triathlon-Veranstaltung entwickelte sich das EJOT Team TV Buschhütten. Als im Jahr 2005 der aus Australien stammende Chris McCormack in Buschhütten teilnahm und Zweiter wurde, kam der Siegerland-Cup zu internationalem Ansehen. Der Zuschauerrekord wurde im Jahr 2008 mit geschätzten 6000 Zuschauern erreicht. In diesem Jahr belegte die Triathlonveranstaltung den 10. Platz in der Kategorie Rennen des Jahres bei den Awards der Zeitschrift Triathlon. 2011 wurde der Siegerland-Cup durch Triathlon zu den sechs besten Veranstaltungen Europas gewählt. Nachdem Lothar Leder in den Jahren 2000 bis 2005 bereits fünf Siege innerhalb von sechs Jahren erreicht hatte, schaffte Sebastian Kienle 2012 den fünften Sieg in Folge.
Im Jahr 2013 fand in Buschhütten zum ersten Mal auch ein Bundesliga-Rennen statt, jeweils für Männer und Frauen. Auch in den beiden darauffolgenden Jahren war der Ort Auftakt der Bundesliga-Saison. Zudem war 2014 und 2015 auch der Auftakt der 2. Bundesliga Nord in Buschhütten. Im Juli 2015 erklärte Rainer Jung, der seit 1987 als verantwortlicher Chef-Organisator des Siegerland-Cups fungierte, seinen Rücktritt nach dem dreißigjährigen Jubiläum im darauffolgenden Jahr.
2016 wurde das Rennen deshalb zum vorerst letzten Mal in dieser Form durchgeführt, ein Bundesligarennen gab es bereits in diesem Jahr nicht mehr. Am 3. September 2017 gab es den „Swim + Run Buschhütten“ und parallel dazu wurden die Deutschen Meisterschaften im „Triathlon-Team-Relay“ als Staffelrennen (Mixed Team: 0,3 km Schwimmen, 5,4 km Radfahren und 1,25 km Laufen) ausgetragen.
Im Mai 2018 gibt es nach einem Jahr Pause wieder das Rennen über die olympische Distanz, für das Jung entgegen seiner ursprünglichen Ankündigung erneut als Organisator verantwortlich war. 2018 konnte Andreas Böcherer den Titel von 2016 erfolgreich verteidigen. 2019 war Jan Frodeno, der im selben Jahr zum dritten Mal den Ironman Hawaii gewann, erstmals bei der Veranstaltung erfolgreich. Nachdem die Veranstaltung bedingt durch die COVID-19-Pandemie in den beiden darauffolgenden Jahren nicht stattfand, wiederholte im Mai 2022 die Niederländerin Rachel Klamer ihren Erfolg aus dem Jahr 2013, der Deutsche Frederic Funk konnte das Rennen der Männer erstmals für sich entscheiden.
Zum Ende der Saison 2023 zog sich das Ehepaar Jung dann endgültig aus dem Sportgeschehen zurück. Daraufhin wurden ab 2024 sowohl der Siegerland-Cup eingestellt als auch die Profiteams der Damen und Herren aus den beiden Profiligen zurückgezogen, da man sich innerhalb des Vereins nicht mehr in der Lage sah, die notwendige Arbeit auf diesem Niveau fortzuführen.

## Streckenführung
Der „Buschhütten-Triathlon“ geht über die olympische Distanz: 1 km Schwimmen im Buschhüttener Freibad, 41,9 km Radfahren auf der HTS-Schnellstraße und 10 km Laufen in der Innenstadt von Buschhütten:
- Schwimmen: 20 Bahnen mit 50 m Länge im Freibad in Buschhütten.
- Radfahren: Seit 1990 zum größten Teil auf der Hüttentalstraße, etwa 40 Kilometer, die sich seit 2012 auf 5 Runden (zuvor 6 Runden) verteilten.
- Laufen: Seit 2011 acht Runden mit jeweils etwa 1,25 km Länge durch bebaute Ortslage in Buschhütten sowie über den Sportplatz.

## Siegerliste
| Datum/Jahr   | Männer                         | Männer             | Männer             | Frauen               | Frauen             | Frauen                 |
| Datum/Jahr   | Erster Platz                   | Zweiter Platz      | Dritter Platz      | Erster Platz         | Zweiter Platz      | Dritter Platz          |
| ------------ | ------------------------------ | ------------------ | ------------------ | -------------------- | ------------------ | ---------------------- |
| 7. Mai 2023  | Tim Hellwig                    | Maximilian Sperl   | Sebastian Kienle   | Caroline Pohle       | Laura Zimmermann   | Franzi Reng            |
| 8. Mai 2022  | Frederic Funk                  | Maximilian Sperl   | Johannes Vogel     | Rachel Klamer -2-    | Caroline Pohle     | Sarissa De Vries       |
| 5. Mai 2019  | Jan Frodeno                    | Andreas Böcherer   | Ruben Zepuntke     | Laura Philipp        | Anna-Lena Pohl     | Lea Sophie Keim        |
| 6. Mai 2018  | Andreas Böcherer -2-           | Florian Angert     | Patrick Lange      | Julia Sydow          | Dorothea Pieck     | Nine Boller            |
| 2017         | (keine Austragung)             | (keine Austragung) | (keine Austragung) | (keine Austragung)   | (keine Austragung) | (keine Austragung)     |
| 8. Mai 2016  | Andreas Böcherer               | Florian Angert     | Horst Reichel      | Carina Brechters     | Anna-Lena Pohl     | Jana Understadt        |
| 2015         | Timo Kuhlmann                  | Matthias Epping    | Christoph Bergmann | Beate Görtz          | Caprice Giehl      | Lena Kämmerer          |
| 12. Mai 2013 | Jonathan Zipf                  | Maik Petzold       | Mario Mola         | Rachel Klamer        | Annika Vössing     | Irina Abysova          |
| 6. Mai 2012  | Sebastian Kienle -5-           | Ivan Vasiliev      | Denis Vasiliev     | Daniela Sämmler -2-  | Jenny Schulz       | Beate Görtz            |
| 8. Mai 2011  | Sebastian Kienle -4-           | Andreas Böcherer   | Dirk Bockel        | Jodie Stimpson       | Julia Wagner       | Mignon Juliane Vatlach |
| 9. Mai 2010  | Sebastian Kienle -3-           | Andreas Böcherer   | Bas Diederen       | Daniela Sämmler -1-  | Ina Reinders       | Wenke Kujala           |
| 10. Mai 2009 | Sebastian Kienle -2-           | Michael Raelert    | Andreas Raelert    | Anne Haug            | Ina Reinders       | Lena Brunkhorst        |
| 4. Mai 2008  | Sebastian Kienle -1-           | Christian Weimer   | Bas Diederen       | Ina Reinders -5-     | Lena Brunkhorst    | Daniela Sämmler        |
| 6. Mai 2007  | Dirk Bockel                    | Christian Weimer   | Jan Raphael        | Ina Reinders -4-     | Lena Brunkhorst    | Heidi Jesberger        |
| 7. Mai 2006  | Steffen Liebetrau              | Dirk Bockel        | Reto Hug           | Ina Reinders -3-     | Ines Estedt        | Nina Eggert            |
| 8. Mai 2005  | Lothar Leder -5-               | Chris McCormack    | Maik Petzold       | Ina Reinders -2-     | Nina Eggert        | Alexandra Veit         |
| 9. Mai 2004  | Faris Al-Sultan                | Stefan Holzner     | Horst Reichel      | Nicole Leder         | Kerstin Lohmeyer   | Stefanie Glasenapp     |
| 11. Mai 2003 | Lothar Leder -4-               | Maik Petzold       | Stephan Vuckovic   | Nina Kraft           | Kerstin Lohmeyer   | Nicole Leder           |
| 5. Mai 2002  | Lothar Leder -3-               | Faris Al-Sultan    | Maik Petzold       | Anja Heil            | Nicole Leder       | Ute Mückel             |
| 6. Mai 2001  | Lothar Leder -2-               | Stephan Vuckovic   | Christian Billau   | Ina Reinders -1-     | Marion Winter      | Kerstin Lohmeyer       |
| 2000         | Lothar Leder -1-               |                    |                    | Ulrike Blank         |                    |                        |
| 9. Mai 1999  | Andreas Niedrig -3-            | Stefan Hachul      | Ralph Zeetsen      | Diana Kohzer         | Tina Christ        | Stefanie Glasenapp     |
| 1998         | Andreas Niedrig -2-            |                    |                    | Tina Christ          |                    |                        |
| 1997         | Andreas Niedrig -1-            |                    |                    | Annelies Kraus       |                    |                        |
| 1996         | Thomas Hellriegel              |                    |                    | Katrin Helmcke       |                    |                        |
| 1995         | Aleksei Priakhin               |                    |                    | Diana Kohzer         |                    |                        |
| 1994         | Stefan Hachul                  |                    |                    | Ingrid Werschuhn -2- |                    |                        |
| 1993         | Achim Demming                  |                    |                    | Ingrid Werschuhn -1- |                    |                        |
| 1992         | Carsten Wember                 |                    |                    | Nicole Mertes        |                    |                        |
| 1991         | Jürgen Zäck                    |                    |                    | Corinna Henning      |                    |                        |
| 1990         | Thomas Rungenhagen             |                    |                    | Silke Hamacher       |                    |                        |
| 1989         | Ralph Dommermuth Dirk Sandrock |                    |                    | Katrin Dürholt       |                    |                        |
| 1988         | Jörg Hoffmann                  |                    |                    | Sonja Hamacher       |                    |                        |
| 1987         | Walter Hirschhäuser            |                    |                    | Grittli Münker       |                    |                        |

## Galerie

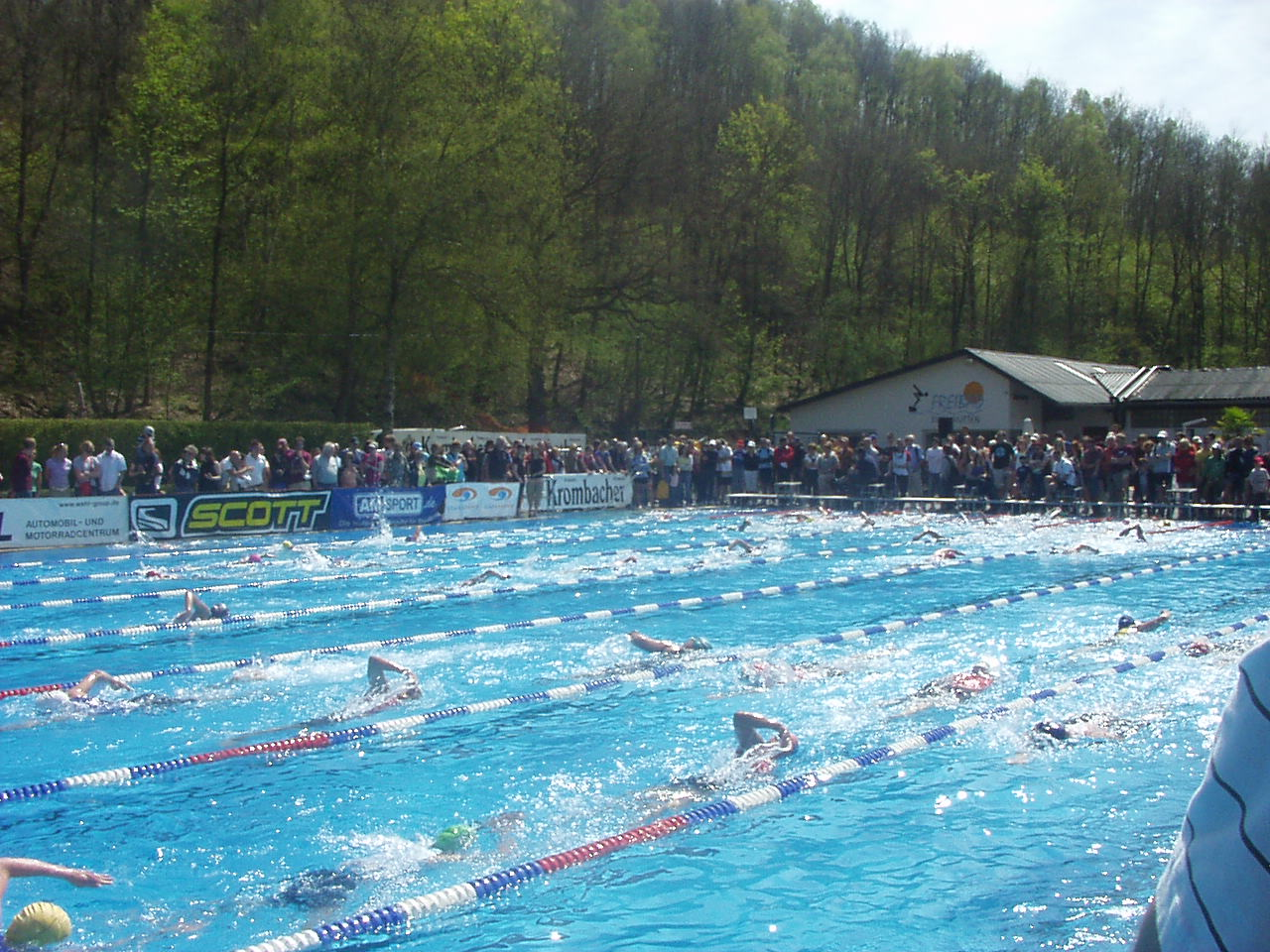
Schwimmen im Freibad
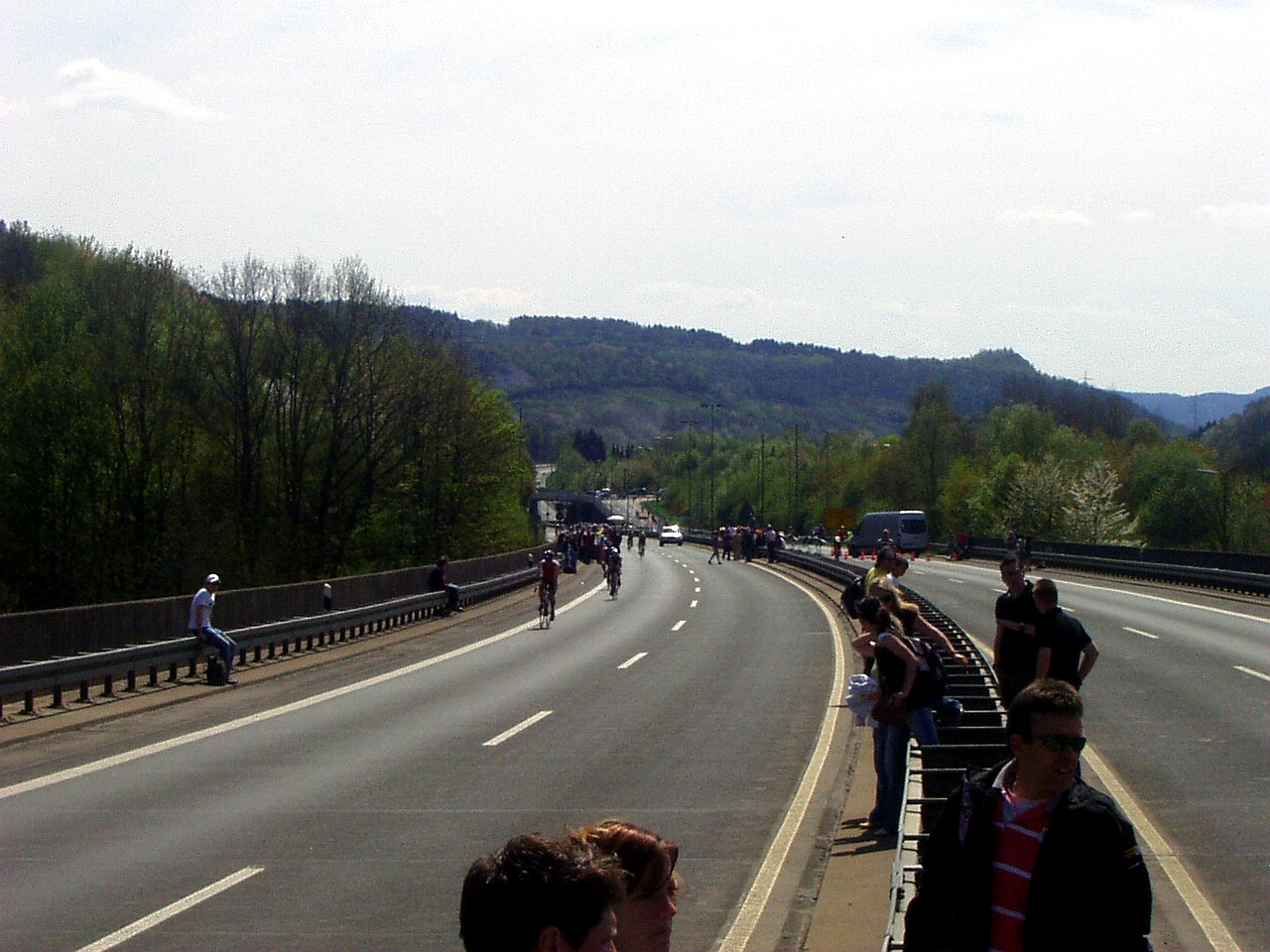
Radstrecke auf der Hüttentalstraße
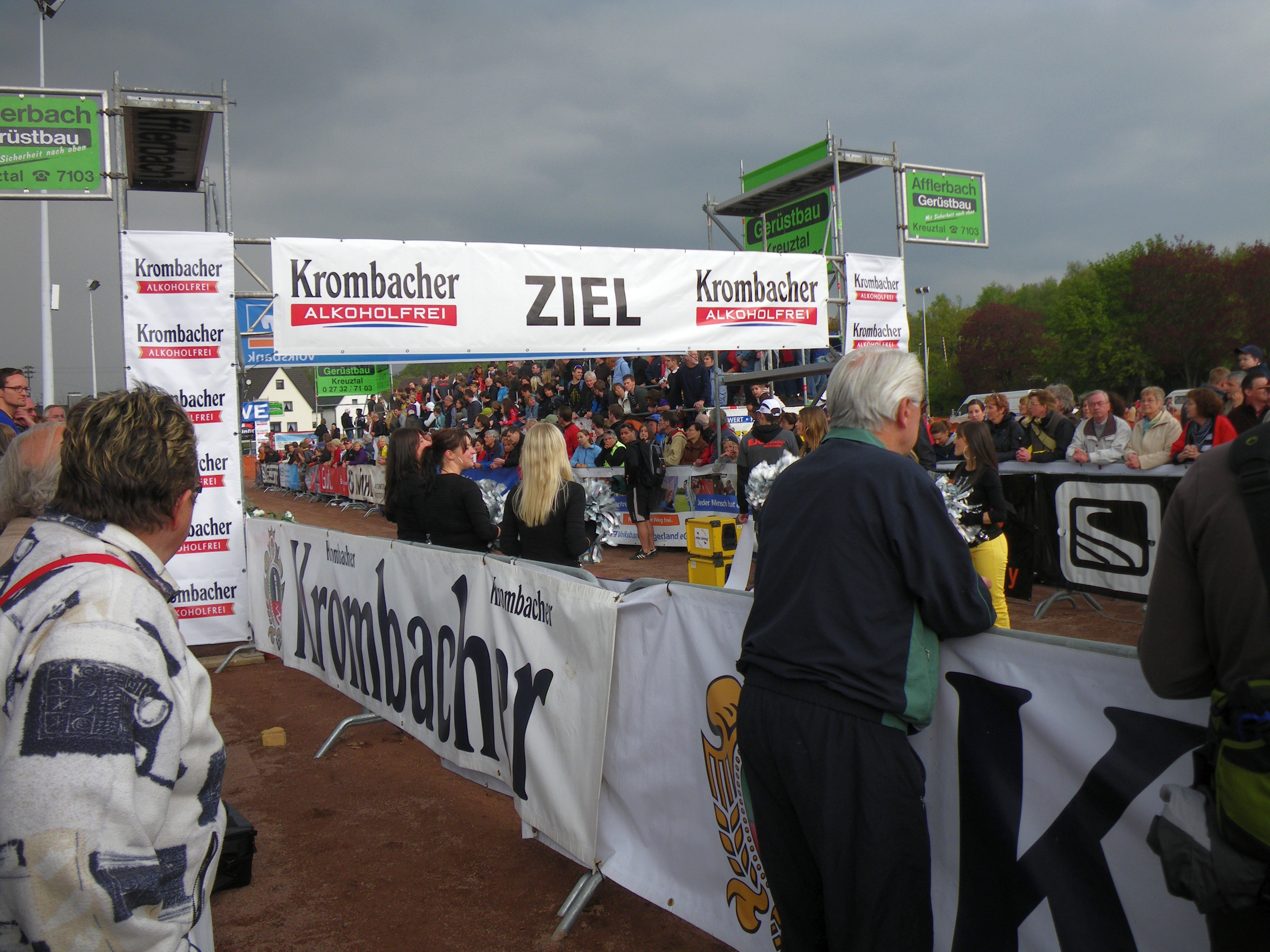
Ziel mit Tribüne auf dem Sportplatz